# Bitzen
Bitzen ist eine Ortsgemeinde im Landkreis Altenkirchen (Westerwald) in Rheinland-Pfalz. Sie gehört der Verbandsgemeinde Hamm (Sieg) an.

## Geographische Lage
Bitzen und der Ortsteil Dünebusch liegen auf der nördlichen Seite der Sieg. Die Orte grenzen im Westen an Nordrhein-Westfalen und die Gemeinde Windeck (Sieg), im Norden von Bitzen liegen Forst und im Süden Oppertsau, ein Ortsteil von Fürthen.

## Geschichte
Bitzen wurde erstmals 1445 urkundlich erwähnt.
Bis Mitte des 17. Jahrhunderts gehörte Bitzen landesherrlich zur Grafschaft Sayn. Die Einwohner wurden nach der Einführung der Reformation in der Grafschaft Sayn erst lutherisch und später reformiert. Nach der Landesteilung der Grafschaft Sayn im 17. Jahrhundert zählte Bitzen zur Grafschaft Sayn-Hachenburg.
Bitzen bildete innerhalb des Kirchspiels Hamm einen „Sende“ genannten eigenen Verwaltungsbezirk, zu dem auch die Orte Dünebusch und Pirzenthal (heute Ortsteil von Wissen) gehörten. Die Grafschaft Sayn-Hachenburg war 1799 auf dem Erbweg an die Fürsten von Nassau-Weilburg gefallen. Im Zusammenhang mit der Bildung des Rheinbundes kam Bitzen 1806 an das neu errichtete Herzogtum Nassau.
Aufgrund der auf dem Wiener Kongress (1815) getroffenen Vereinbarungen wurde das Kirchspiel Hamm an das Königreich Preußen abgetreten. Unter der preußischen Verwaltung wurde Bitzen der Bürgermeisterei Hamm im neu errichten Kreis Altenkirchen (Regierungsbezirk Koblenz) zugeordnet, der von 1822 an zur Rheinprovinz gehörte.
Von 1720 bis 1931 wurde im Ort die Eisenerzgrube St. Andreas betrieben.
Am 28. März 1993 stürzte zwischen Dünebusch und Pirzenthal ein Hubschrauber vom Typ Robinson R22 ab. Die beiden Insassen überlebten den Unfall nicht.
Bevölkerungsentwicklung
Die Entwicklung der Einwohnerzahl von Bitzen, die Werte von 1871 bis 1987 beruhen auf Volkszählungen:
| Jahr | Einwohner |
| 1815 | 162       |
| 1835 | 183       |
| 1871 | 319       |
| 1905 | 402       |
| 1939 | 620       |

| Jahr | Einwohner |
| 1950 | 674       |
| 1961 | 728       |
| 1970 | 717       |
| 1987 | 736       |
| 2005 | 833       |

## Politik

### Gemeinderat
Der Gemeinderat in Bitzen besteht aus zwölf Ratsmitgliedern, die bei der Kommunalwahl am 9. Juni 2024 in einer Mehrheitswahl gewählt wurden, und dem ehrenamtlichen Ortsbürgermeister als Vorsitzendem.

### Bürgermeister
Ralph Hörster (parteilos) wurde am 16. Juli 2024 Ortsbürgermeister von Bitzen. Bei der Direktwahl am 9. Juni 2024 hatte er sich mit 92,5 % der Stimmen gegen einen weiteren unabhängigen Kandidaten durchgesetzt.
Hörsters Vorgänger Armin Weigel hatte das Amt seit 2004 ausgeübt und war bei der Wahl 2024 nicht erneut angetreten. Von 1974 bis 2004 war Helmut Hörster Ortsbürgermeister von Bitzen.

## Ehrenbürger
- 2004: Helmut Hörster (1931/32–2011), Schulleiter, langjähriger Ortsbürgermeister von Bitzen und seit 2001 Träger der Freiherr-vom-Stein-Plakette des Landes Rheinland-Pfalz, für seine jahrzehntelangen Einsatz für die Belange der Gemeinde[11]